# بلاتسي
بلاتسي (بالسيريلية الصربية: Блаце) هي مدينة في مديرية توبليكا في إقليم جنوب صربيا في صربيا. وفقا لتعداد عام 2011، فإن عدد سكان البلدة هو 5,253 نسمة، في حين أن عدد سكان البلدية هو 11,754 نسمة.

## معرض صور

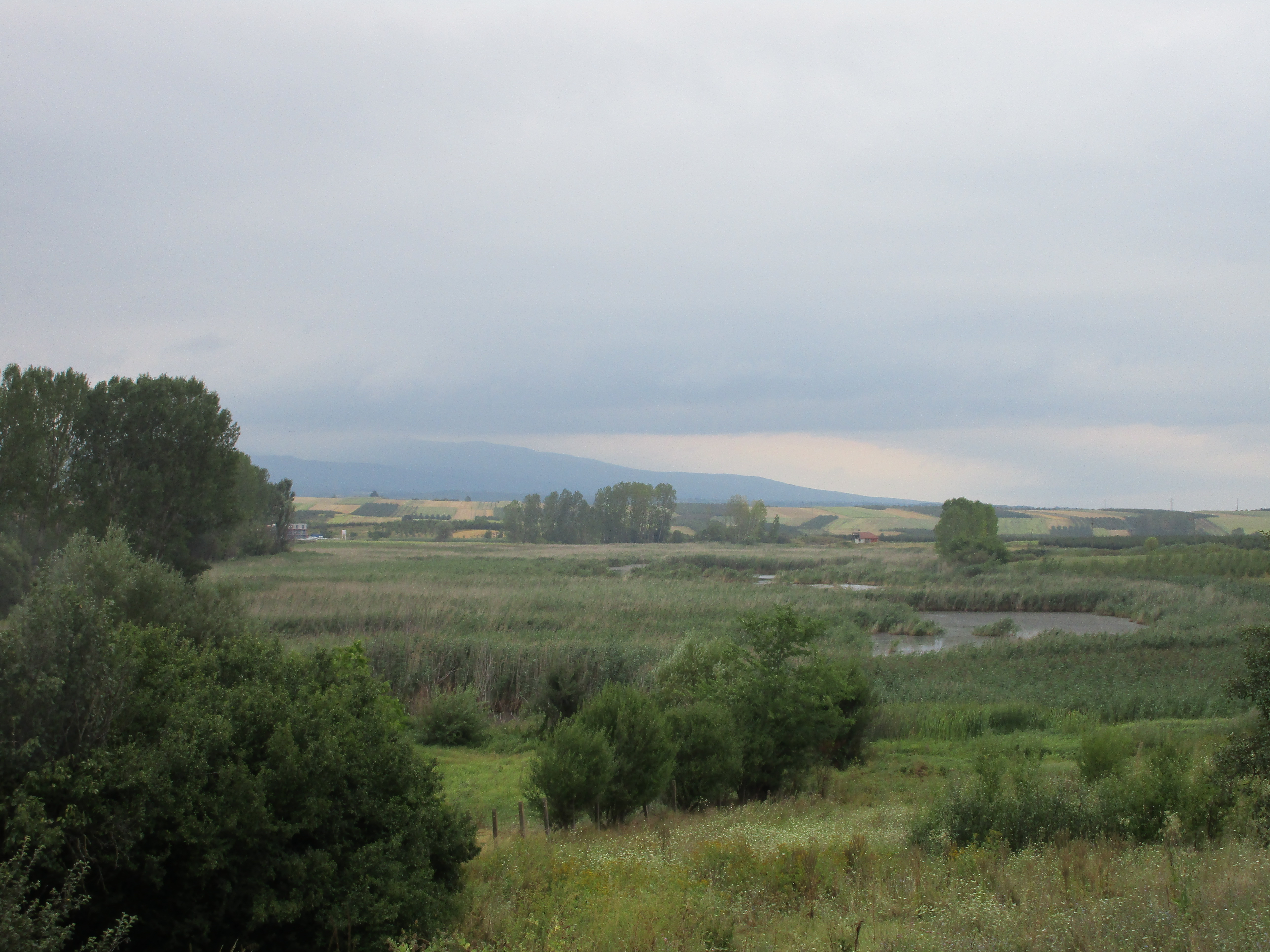
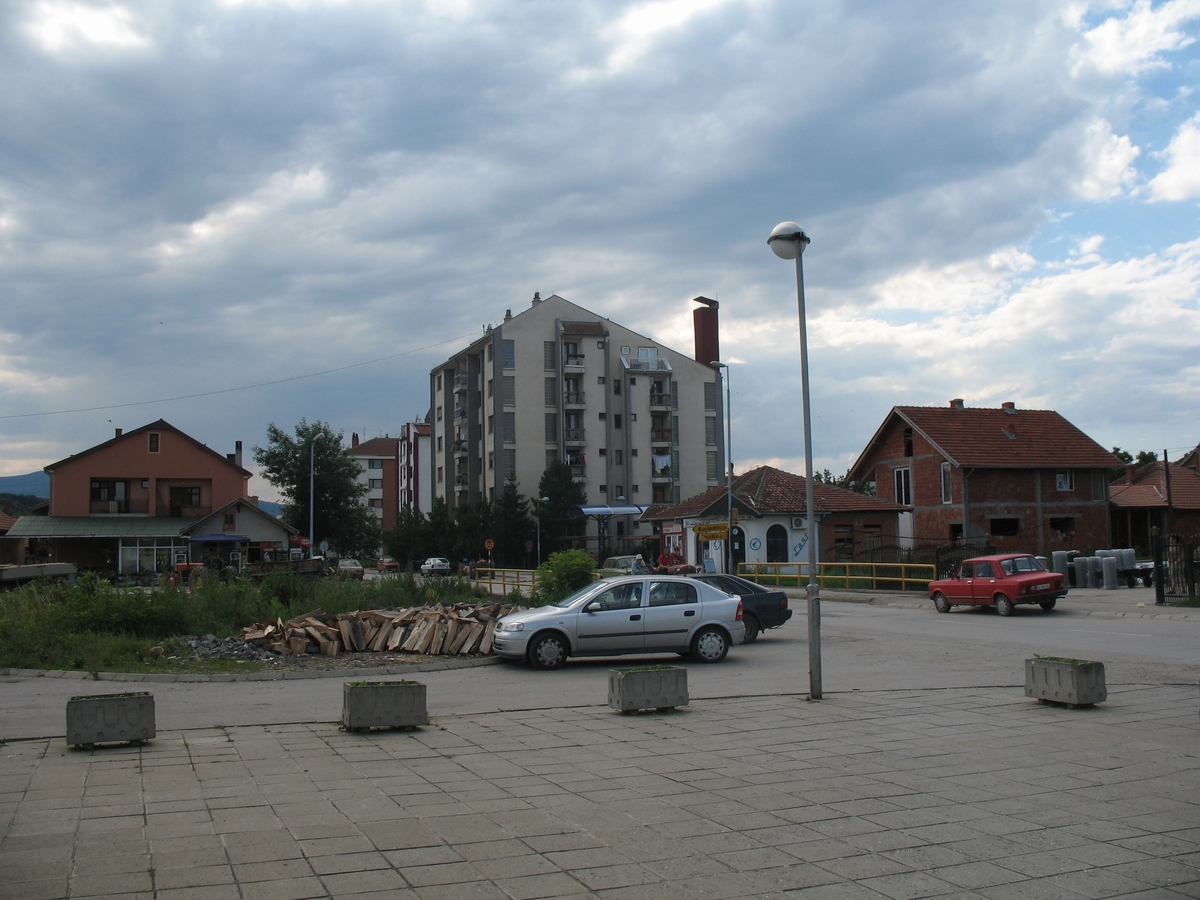
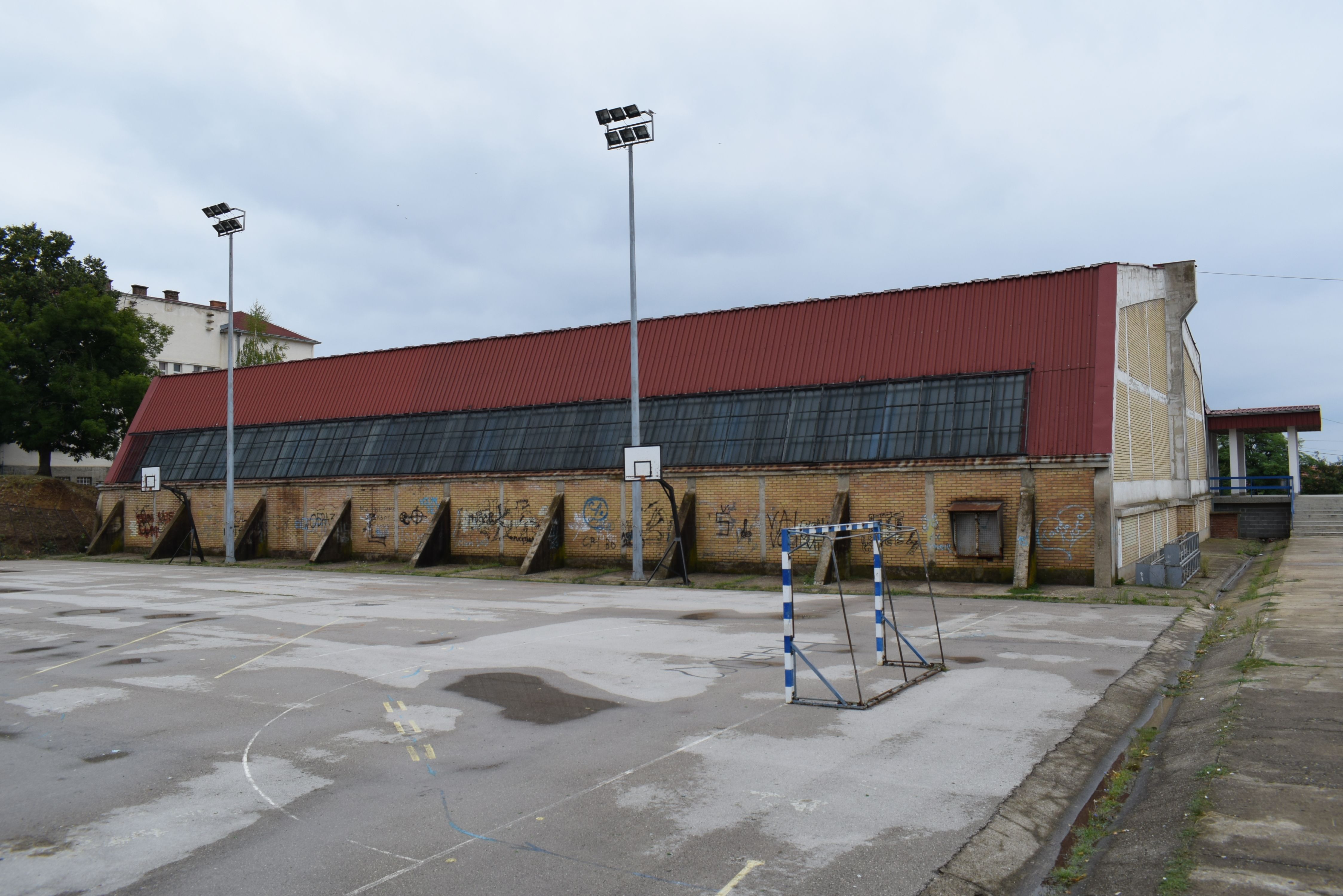
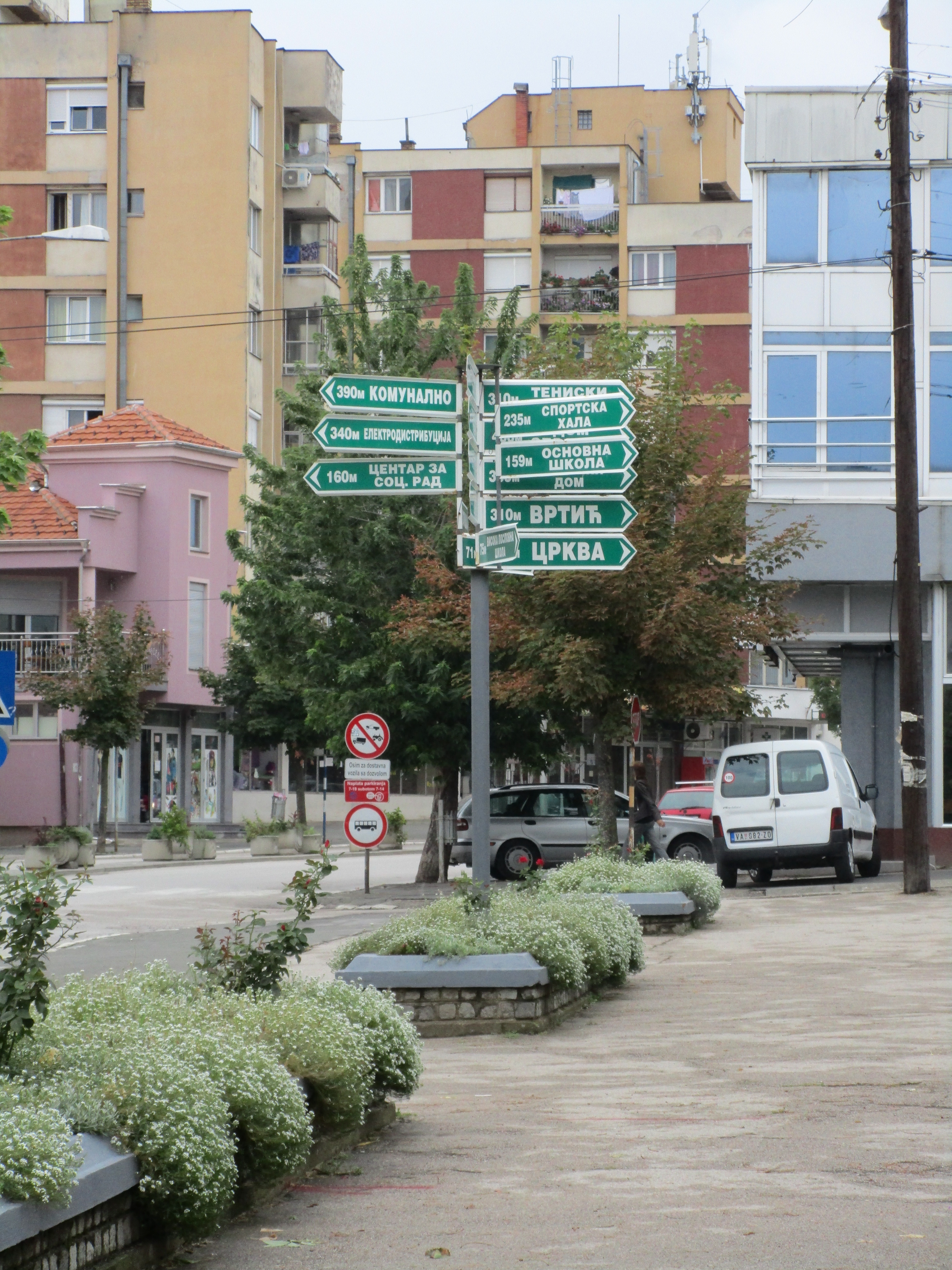
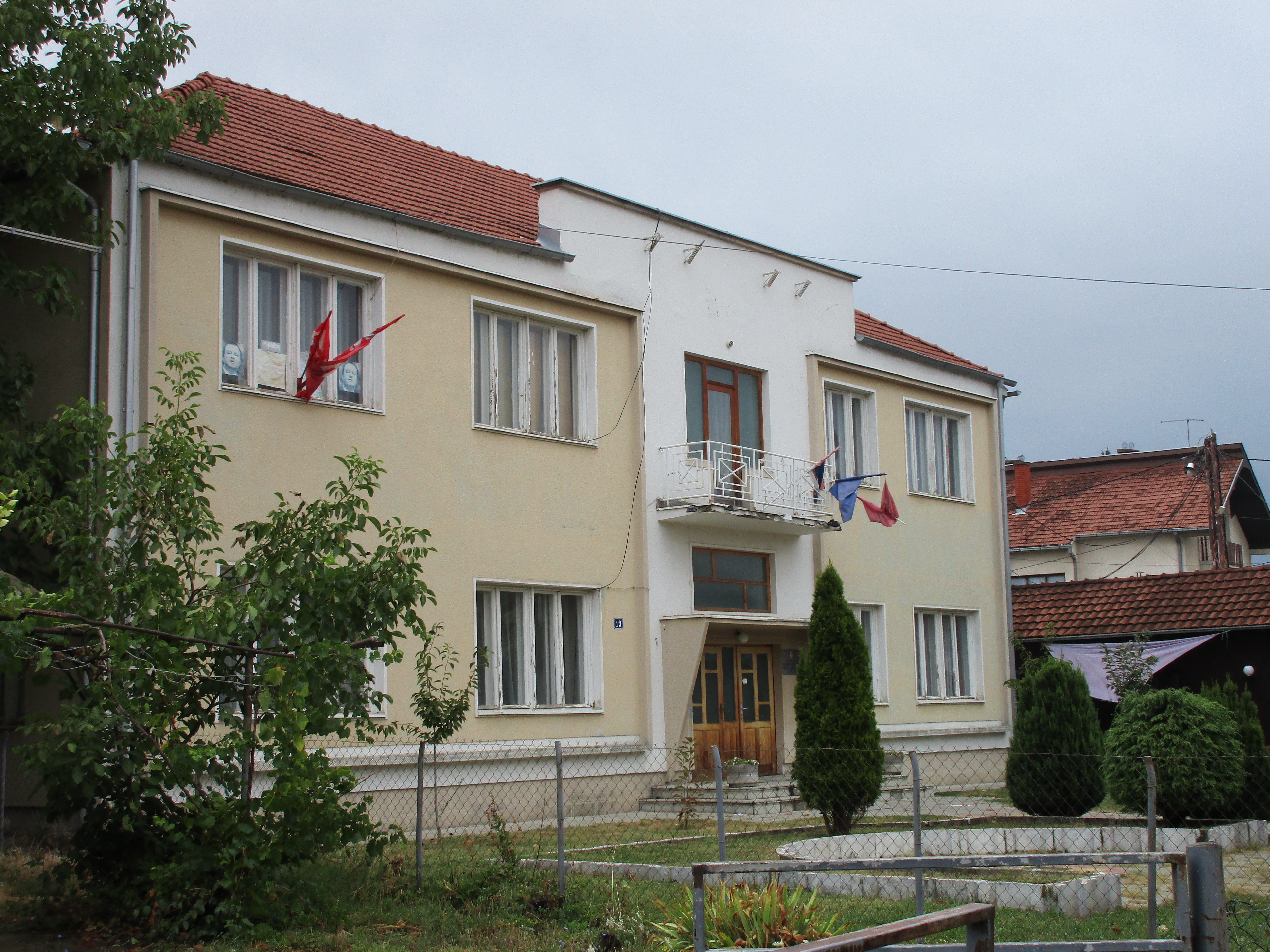
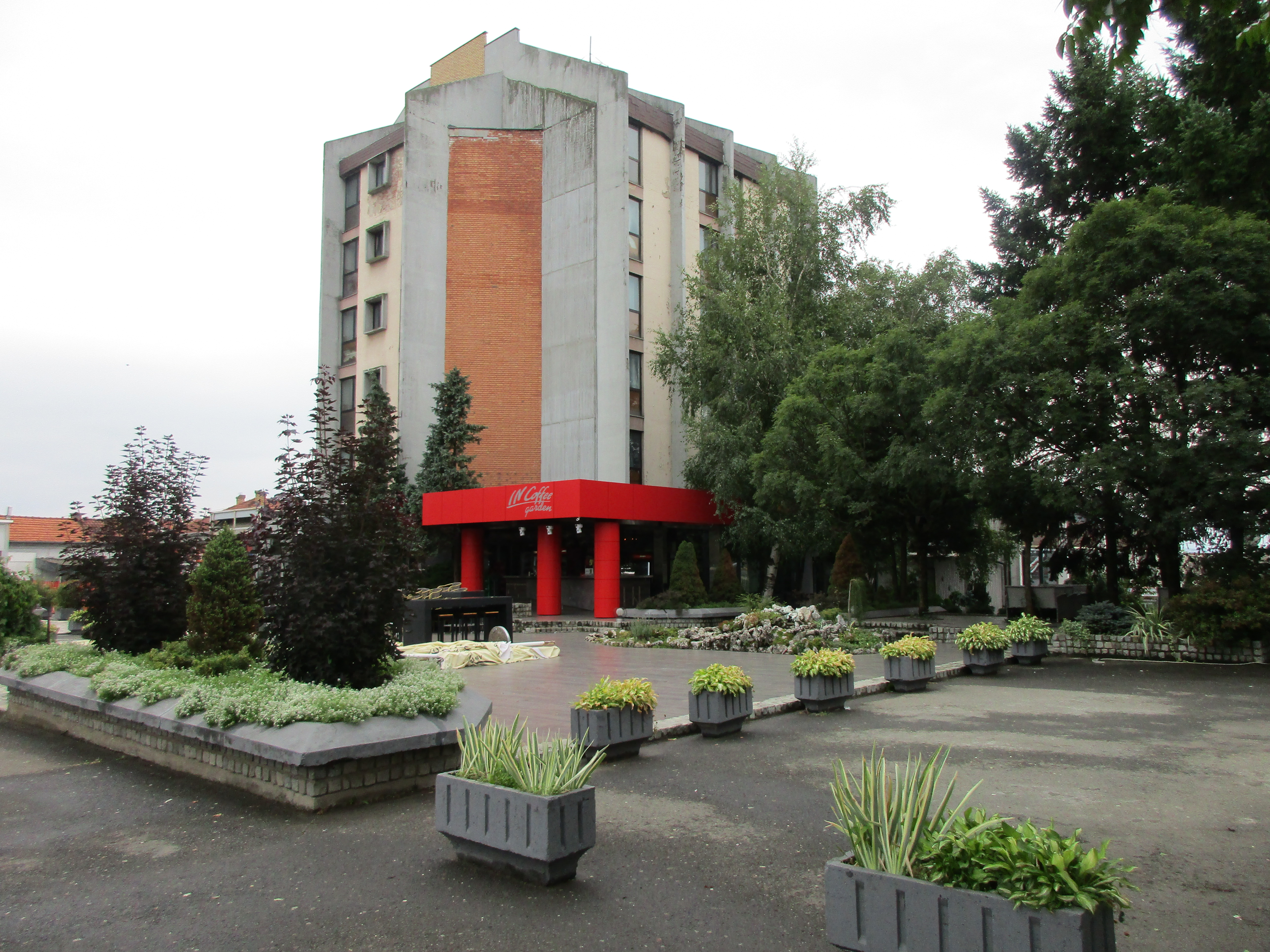